# Johann Anton Tillier (Ratsherr, 1705)

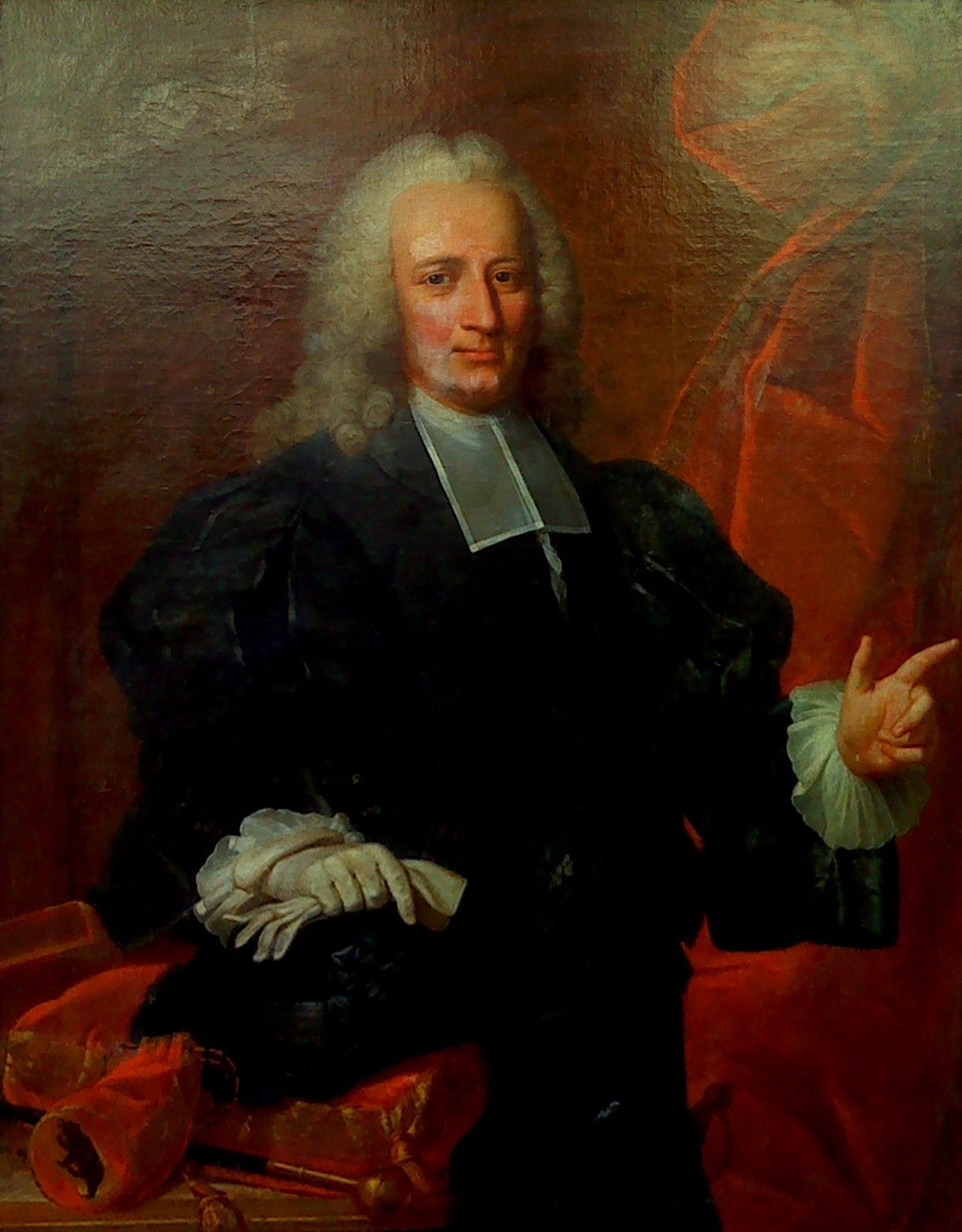
Johann Anton Tillier, Gemälde von Jakob Emanuel Handmann (1763)

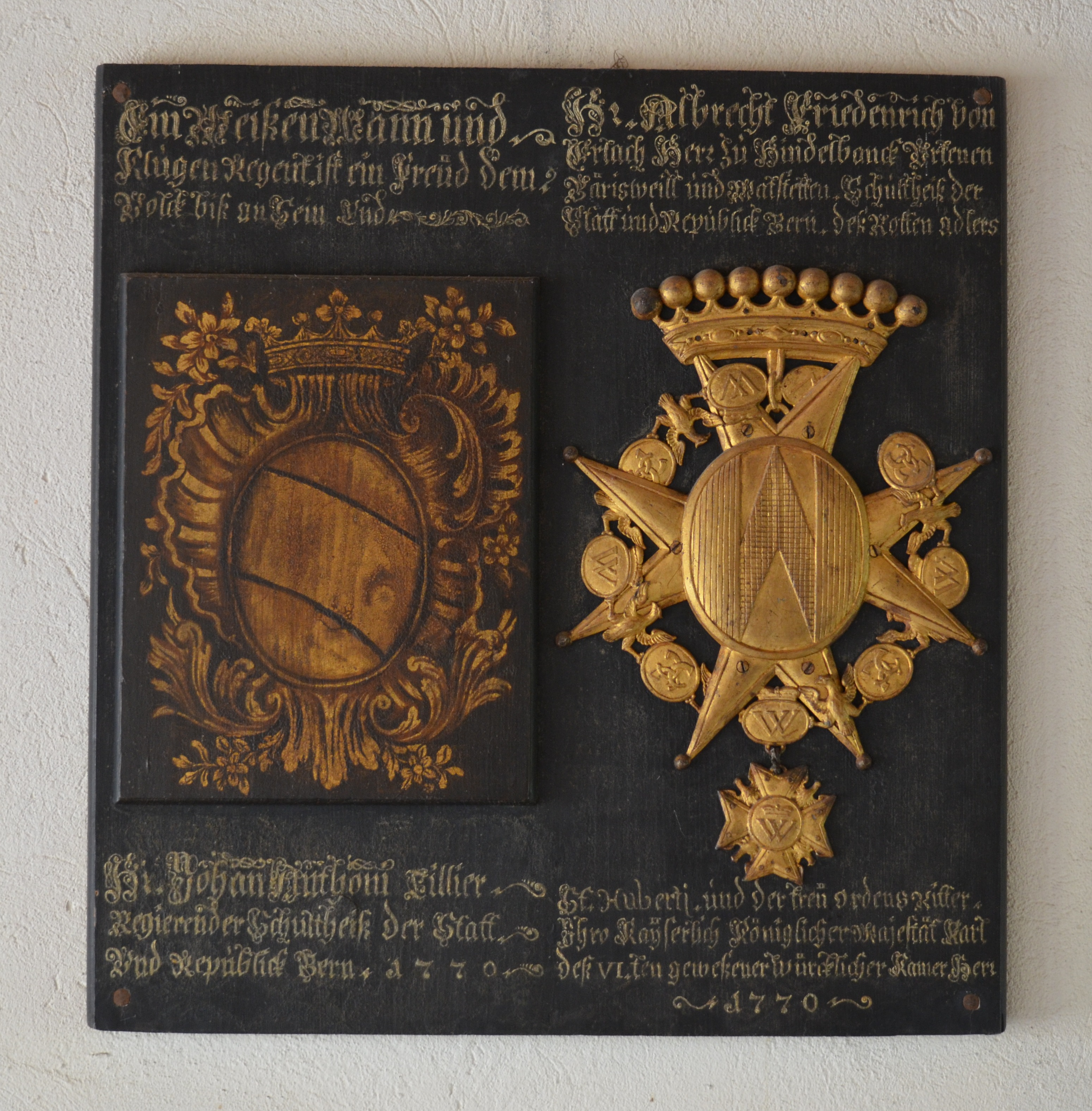
Wappentafel Johann Anton Tillier und Albrecht Friedrich von Erlach in der Kirche Zimmerwald (1770)

Johann Anton Tillier (X.) (get. 2. März 1705; † 8. Februar 1771) war ein Offizier in holländischen Diensten, später Ratsmitglied und Schultheiss von Bern und entstammte der Berner Patrizierfamilie Tillier.

## Leben
Tillier diente als Offizier in Holland. 1735 wurde er Hauptmann und 1746 bernischer Oberstleutnant. Ab 1734 war er Mitglied des Grossen Rats, ab 1749 des Kleinen Rats und Deutschseckelmeister, 1754 bis 1771 alternierend Schultheiss. Tillier war ein angesehener Staatsrechtler und Diplomat, der mit Voltaire in Briefkontakt stand. Tillier spielte bei der Aufdeckung der sogenannten Henziverschwörung 1749 eine zentrale Rolle. Tillier besass das Rebgut Villette (Lavaux) am Genfersee, Güter mit Campagne und Mühle in Deisswil (Stettlen) sowie weitere Güter und das Haus Junkerngasse 41 in Bern.